# Droga krajowa nr 33 (Węgry)
Droga krajowa nr 33 (węg. 33-as főút) – droga krajowa we wschodnich Węgrzech, w komitatach Heves, Jász-Nagykun-Szolnok i Hajdú-Bihar. Długość - 104 km. Przebieg: 
- Füzesabony – skrzyżowanie z 3  z M3
- Dormánd – skrzyżowanie z 31
- Poroszló – przejazd przez Jezioro Cisa
- Tiszafüred – skrzyżowanie z 34
- Debreczyn – skrzyżowanie z M35 i z 4